# Лозино-Лозинский, Глеб Евгеньевич
Глеб Евге́ньевич Лози́но-Лози́нский (1910—2001) — советский и российский инженер и учёный в области авиационно-космической техники. Генеральный конструктор ОАО НПО «Молния». Герой Социалистического Труда (1975), лауреат Ленинской премии (1962) и двух Сталинских премий (1950, 1952). Доктор технических наук. Генерал-майор (1999).

## Биография
Родился 25 декабря 1909 года (по новому стилю — 7 января 1910 года) в Киеве, в семье столбового дворянина. Отец был присяжным поверенным, когда началась революция Лозино-Лозинские жили в городе Кременчуге. Здесь окончил трудовую школу, причем пошёл сразу в седьмой класс. Затем два года учился в профтехшколе, получил специальность слесаря.
В 1926 году поступил в Харьковский механико-машиностроительный институт, который успешно окончил в 1930 году, с квалификацией инженера-механика по специальности «Паротехника». По распределению был направлен на Харьковский турбогенераторный завод.
В 1932 году переходит на работу в Харьковский авиационный институт инженером научно-испытательной станции. С этого времени вся деятельность связана с авиастроением. В авиации начинал как специалист по двигателям, создал первую в стране форсажную камеру для турбореактивного двигателя.
В ОКБ Микояна с 1941 года. Участник организации серийного производства истребителей от «МиГ-9» до «МиГ-31». Главный конструктор с 1971 года. Принимал непосредственное участие в создании фронтового истребителя «МиГ-29» (1977) и «МиГ-31» (1975).
Руководитель проекта аэрокосмического истребителя-бомбардировщика «Спираль».
С 1975 года ведущий разработчик МТКК «Буран».
Руководитель проекта многоразовой авиационно-космической системы «МАКС».
Генеральный конструктор ОАО НПО «Молния».
Автор десятков других проектов.
Доктор технических наук. Генерал-майор (1999).
Жил и работал в Москве. Умер 28 ноября 2001 года. Похоронен в Москве на Донском кладбище (3 уч.).

Могила Г. Е. Лозино-Лозинского на Новом Донском кладбище в Москве

## Награды и звания
- Герой Социалистического Труда (1975)
- Ленинская премия (1962)
- Сталинская премия второй степени (1950) — за разработку и освоение новых технологических процессов при производстве самолётов
- Сталинская премия первой степени (1952) — за создание самолёта МиГ-17
- орден «За заслуги перед Отечеством» IV степени (1997) — за заслуги перед государством, многолетний добросовестный труд и большой вклад в укрепление дружбы и сотрудничества между народами[1]
- два ордена Ленина
- орден Октябрьской революции
- орден Трудового Красного Знамени
- орден Красной Звезды
- медали
- Благодарность Президента Российской Федерации (1999) — за большой личный вклад в развитие авиационно-космической техники[2]

## Память
- д/ф «Генерал звёздных войн» (2010)